# Middle Island (St. Kitts und Nevis)
Middle Island ist ein Ort auf der Insel St. Kitts, der dem Staat St. Kitts und Nevis angehört. Der Ort ist die Hauptstadt des Parishes Saint Thomas Middle Island.

## Lage
Middle Island liegt an der Westküste der Insel St. Kitts. 